# Haus Seefahrt

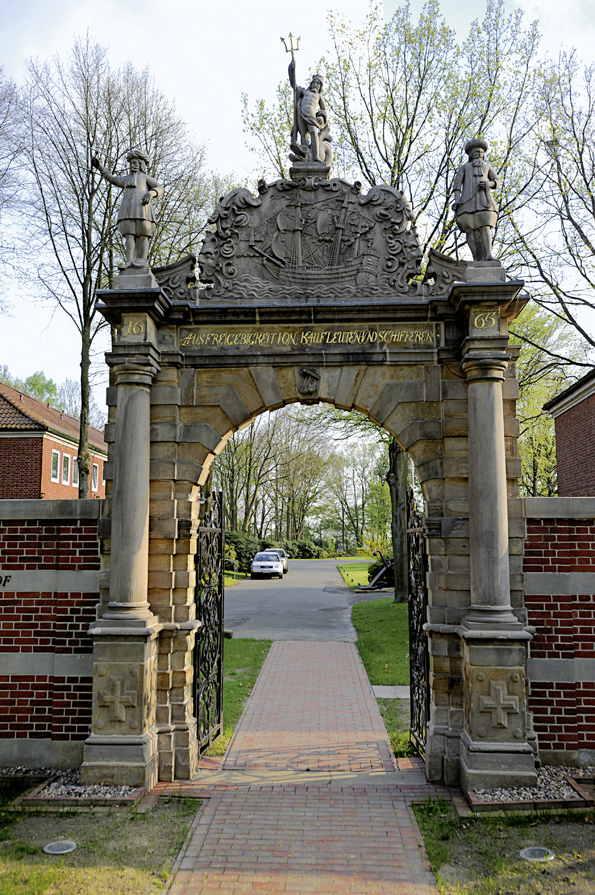
Portal des Hauses Seefahrt aus dem Jahr 1665

Das Haus Seefahrt im Bremer Ortsteil Grohn ist eine Stiftung zur Fürsorge alter seemännischer Mitglieder und deren Ehefrauen und Witwen. Sie richtet seit über 470 Jahren die Schaffermahlzeit aus, deren Spendenerlös für die Aufgaben der Einrichtung verwendet wird.
Die Stiftung gilt als der „älteste noch bestehende Sozialfond[s] in Europa“, deren Gründung vom Rat der Stadt Bremen im Jahr 1545 in einer Urkunde genehmigt und bestätigt wurde. Sie ist heute eine rechtsfähige Stiftung, die in erneuter Anerkennung durch den Senat der Freien Hansestadt Bremen von 2009 gemeinnützige und mildtätige Zwecke verfolgt.
Die Schaffermahlzeit als großes Traditionsfest der in Haus Seefahrt organisierten Bremer Kaufleute und Kapitäne findet seit 1952 nicht mehr im stiftungseigenen Gebäude, sondern alljährlich im Februar in der Oberen Rathaushalle des Bremer Rathauses statt.
Die Aufnahme als Kaufmännisches Mitglied der Stiftung gilt als eine der höchsten Ehren, die für im Wirtschaftsleben tätige Männer im Land Bremen erreichbar ist.
Das Portal von Haus Seefahrt, die Stiftsgebäude und zwei Plastiken auf dem Gelände stehen unter Denkmalschutz.

## Zweck der Stiftung
Die Stiftung Haus Seefahrt ist heute eine rechtsfähige Stiftung im Sinne von § 80 BGB. Der Zweck der Stiftung orientiert sich an den ursprünglichen Verfassungen von 1545 und 1562. In der vom Senat der Freien Hansestadt Bremen 2009 genehmigten Neufassung der Stiftungssatzung wird der Zweck unter § 1, 1 wie folgt angegeben:
„‚Haus Seefahrt‘ ist eine unabhängig für sich bestehende rechtsfähige Stiftung des bürgerlichen Rechts zur Unterstützung bedürftiger Seefahrer, deren Witwen und Waisen. Die Stiftung mit Sitz in Bremen verfolgt ausschließlich und unmittelbar gemeinnützige, mildtätige Zwecke im Sinne des Abschnitts steuerbegünstigte Zwecke der Abgabenordnung. Zweck der Stiftung ist die Förderung der Mildtätigkeit, die Förderung der Wissenschaft und Forschung, die Förderung der Altenhilfe, die Förderung der Erziehung, Volks- und Berufsbildung einschließlich der Studentenhilfe. Die Satzungszwecke werden verwirklicht insbesondere durch die Unterstützung hilfsbedürftiger Personen, die Unterhaltung eines Altenheimes und der in § 20 der Stiftungssatzung genannten Tätigkeiten. Die Stiftung ist selbstlos tätig; sie verfolgt nicht in erster Linie eigenwirtschaftliche Zwecke. Mittel der Stiftung dürfen nur für die satzungsmäßigen Zwecke verwendet werden. Die Mitglieder erhalten keine Zuwendungen aus Mitteln der Stiftung.“
[…] *) Im Sinne des Abschnitts „Steuerbegünstigte Zwecke“ der Abgabenordnung in ihrer jeweils geltenden Fassung.

## Mitglieder von Haus Seefahrt

### Kaufmännische Mitglieder
Mitglieder der Stiftung sind „aus der Kaufmannschaft Kaufleute, die dazu gewählt werden“. Durch sämtliche Mitglieder werden aus den Bremer Kaufleuten jährlich „drei Persönlichkeiten gewählt“, die das 30. Lebensjahr vollendet haben und „im Land Bremen wohnen oder hier den Mittelpunkt ihrer geschäftlichen Tätigkeit haben“ und bereit sind, als Mitglieder von Haus Seefahrt den Stiftungsverpflichtungen nachzukommen.

### Seemännische Mitglieder
Mitglieder aus der Schifferschaft sind „Kapitäne, die dazu aufgenommen werden“ und bereit sind, den Verpflichtungen der Stiftung nachzukommen. Diese müssen „das Befähigungszeugnis zum Kapitän ohne Einschränkungen in den nautischen Befugnissen zum Kapitän“ besitzen und mindestens „zwei Jahre als Kapitän oder nautischer Schiffsoffizier auf einem Seeschiff tätig gewesen sein, das vorzugsweise an der Weser - jedenfalls während dieser zwei Jahre - registriert war bzw. ist oder dessen Reederei einen Sitz oder einen Schwerpunkt ihrer geschäftlichen Tätigkeit im Lande Bremen hat“. Nichtfahrende Kapitäne können nur aufgenommen werden, wenn sie ein Befähigungszeugnis zum Kapitän oder Ersten Nautischen Schiffsoffizier besitzen, mindestens zwei Jahre als Kapitän oder Nautischer Schiffsoffizier auf einem Seeschiff tätig gewesen sind und vorzugsweise an der Weser eine der Seefahrt verbundene Tätigkeit ausüben.

## Geschichte

### Geschichtliches Umfeld der Stiftungsgründung der „Armen Seefahrt “

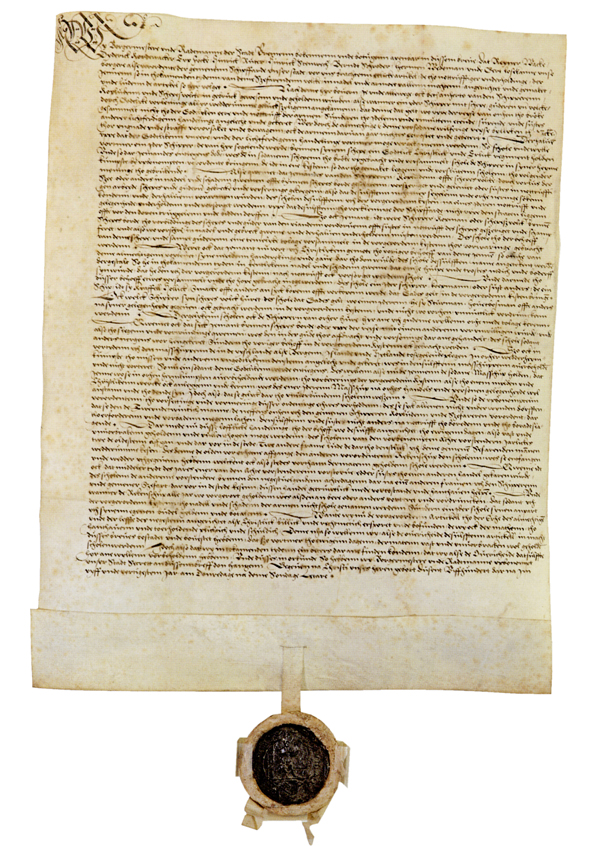
Stiftungsurkunde der Armen Seefahrt aus dem Jahr 1545

Im Mittelalter vor der Reformationszeit hatten Seeleute in der Stadt Bremen die Aussicht, dass die Kirche sie bei Armut und Not mit Gaben unterstützte. Geld, das beim Kauf oder Verkauf von Schiffen und bei Abschluss eines Heuer-Kontraktes als Gottes-Geld gegeben wurde, floss in diese Armenhilfe. Auch Strafen, die die Schiffer ihrer Besatzung bei Vergehen auferlegten oder Gelder, die bei glücklicher Heimkehr gezahlt wurden, kamen den Armen zugute.
Als durch die Geschehnisse der Reformation die tägliche Hilfe für die Armen vor den Kirchentüren eingeschränkt wurde, gingen durch Unfall oder Schiffsverlust in Not geratenen Seeleute und ihre Familien leer aus. Wie bereits in Stralsund die Schiffercompagnie und in Lübeck das Zunfthaus, entwickelte in Bremen die Schiffergesellschaft, ein seit langem bestehender Zusammenschluss von Schiffern zur Pflege von Geselligkeit und gegenseitiger Hilfe, Pläne für eine Organisation zur Hilfe notleidender Schiffer. In einem Brief an den Rat der Stadt hieß es dazu:

„… So auch jemand, er sei Schiffer, Kaufmann oder vom Schiffsvolk an Bord des Schiffes bei der Verteidigung des Schiffes und der Güter von den Feinden verdorben oder sonst im Schiffsdienst geschossen, verwundet und schimpfiert worden und also in Nachteil und Gebrechen gekommen und deshalb unterhalten werden muss, so soll zu dem Behufe von dem Schiff und seinen Gütern eine angemessene Zulage erhoben und diese in die Gotteskiste zu Verwahrung gebracht werden …“

Es sollte also eine Hilfskasse eingerichtet werden. Diese wurde von 8 Vorstehern und 22 Beigeordneten verwaltet. Bei der jährlichen Rechnungslegung sollten zwei Vorsteher abtreten und zwei neue gewählt werden. 1545 wurde diese Stiftung Arme Seefahrt gegründet. In der Stiftungsurkunde heißt es:

„Und wenn die alljährliche Rechenschaft, wie oben bestimmt, gehalten wird, was dann dabei an Bier oder sonst verzehrt und vertrunken wird, das soll nicht zum Nachtheile und Schaden der Armen aus der vorgenannten Kiste genommen werden, sondern ein jeglicher soll seinen Anpart aus seinem eigenen Beutel vergüten und bezahlen.“

Aus dieser Anweisung ging die bis heute erhaltene Tradition hervor, dass das später Schaffermahlzeit genannte Festmahl bei der Kassenabrechnung nie aus den Stiftungsgeldern finanziert wird.

### Bau des künstlich angelegten Seehafens in Vegesack
Der Bau des Vegesacker Hafens, wegen der Versandung der Weser bei Bremen ein dringendes Vorhaben, wurde 1619–1623 von den Vorstehern des Hauses Seefahrt finanziert, die ihn bis 1671 auch verwalteten und danach verpachteten. Der Hafen gilt heute als der erste künstlich angelegte Seehafen in Deutschland.

### Entwicklung von Verwaltung, Stiftungsgebäude und der stiftungseigenen Wohnungen

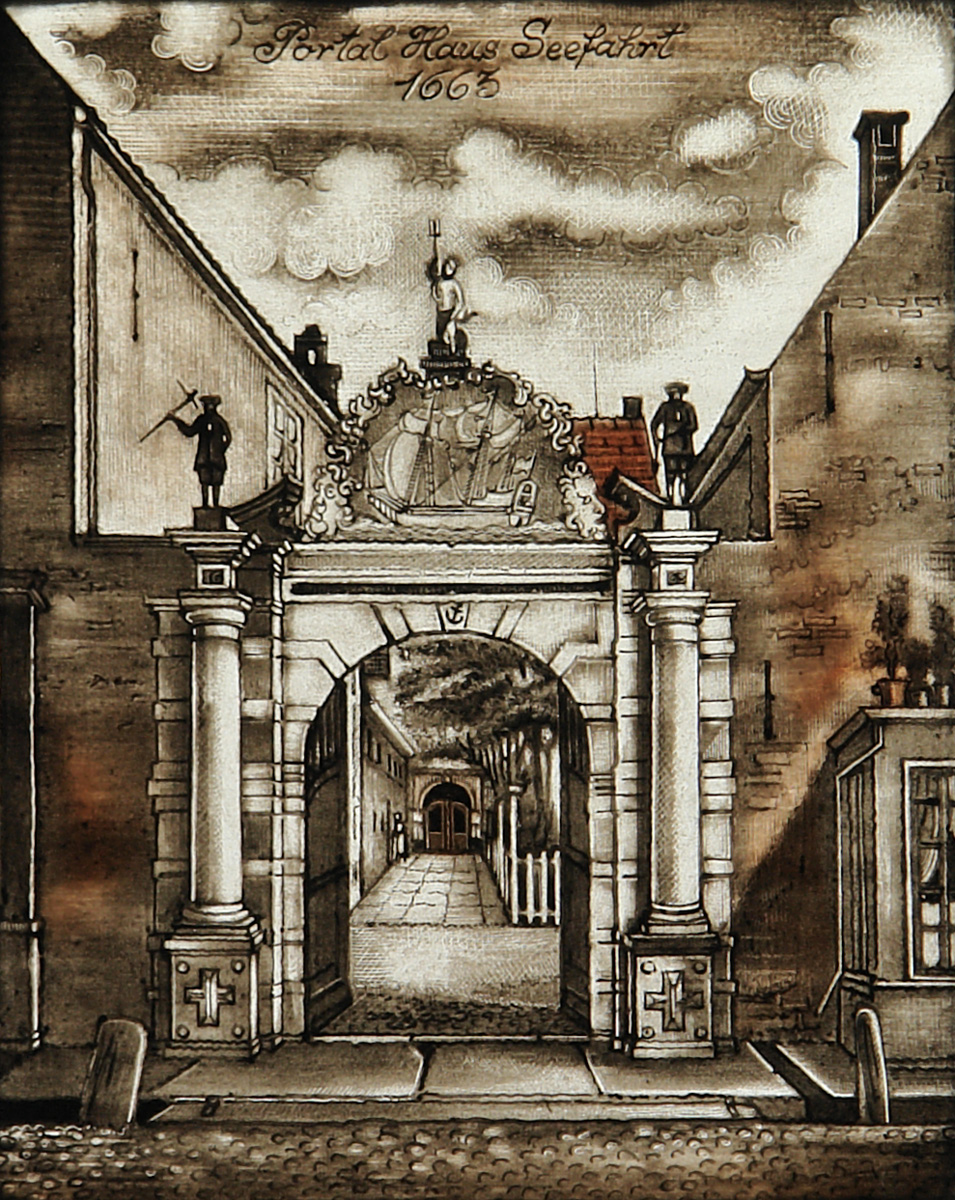
Haus Seefahrt 1663 (Glasbild aus der Baumwollbörse)

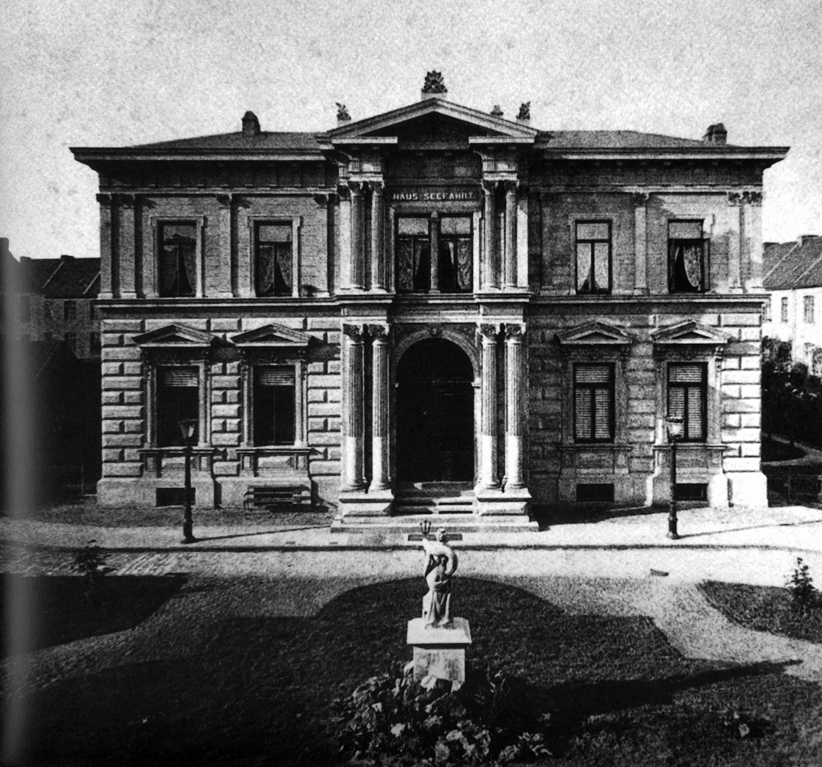
Haus Seefahrt um 1880 in der Lützower Straße

1561 bezog die Gesellschaft ihr erstes eigenes Haus in der Hutfilterstraße. Acht Kaufleute, von denen alle zwei Jahre einer neu gewählt wurde, traten nun neben die bisher von den Schiffern gewählten Vorsteher. Der amtierende Vorsteher hieß Buchhalter, die acht Schiffer als Verordnete wurden Ober-Alte genannt und hatten beratende Funktion, das Gremium der 22 Beisitzer blieb erhalten. Die Armen der Schifffahrt erhielten Pröven, Wohnrecht in einem Pfründnerheim.
Für den Einzug der Gelder waren im 18. Jahrhundert die Schaffer zuständig, sie richteten auch das jährliche Festmahl aus, das nun Schaffermahlzeit hieß. Später ging die Einziehung der Gelder auf die Ober-Alten des Hauses über, den Schaffern blieb die Ausrichtung des Festmahls.
1663 wurde an der Hutfilterstraße ein neues Haus Seefahrt gebaut, das äußerlich, bis auf das barocke Tor, nicht besonders repräsentativ war, im Innern jedoch üppig ausgestattet. Es besaß, neben Sitzungsräumen und einem Saal für das jährliche Brudermahl, auch eine Wohnung für den Hausverwalter und Räume für Prövener. 1834 wurde es um einen zweiten Saal erweitert. Als der Straßendurchbruch für die heutige Bürgermeister-Smidt-Straße erfolgte, wurde das Gebäude 1874 abgebrochen.
Ein neues Haus Seefahrt mit 51 Wohnungen entstand 1874–1876 unter Einbeziehung des hierher versetzten barocken Tores aus der Hutfilterstraße in der Lützower Straße im Bremer Westen, wo die Gesellschaft seit 1851 einige Pröven-Häuser hatte. Dieses wurde am 18./19. August 1944 durch Bomben zerstört.
Der dritte Neubau von Haus Seefahrt entstand 1951/52 und 1954/55 nach Plänen von Wilhelm Wortmann und Erik Schott in Grohn auf dem Oeversberg.
 
Das erhaltene barocke denkmalgeschützte Prunktor von 1665 von Jacob Bilefeldt wurde in den 1950er Jahren nach einigen Zwischenstationen nach Grohn versetzt und als Eingangstor zu der neuerrichteten Siedlung auf dem Oeversberg wieder aufgebaut.

Hier steht auch die denkmalgeschützte barocke Plastik, die um 1955 neu erstellt wurde.

Die Schaffermahlzeit findet seit 1952 alljährlich in der Oberen Rathaushalle des Bremer Rathauses statt, traditionell am zweiten Freitag im Februar.

## Gegenwart

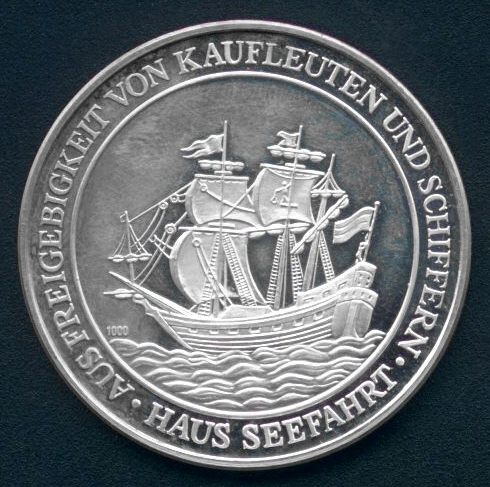
Silber-Gedenkmedaille Haus Seefahrt

Das Ziel der Stiftung, Fürsorge für ihre alten seemännischen Mitglieder und deren Ehefrauen und Witwen zu tragen, wird auf vielfältige Weise durch Spenden und Beiträge bremischer Kaufleute und Kapitäne unterstützt. Ebenso tragen die Seeleute durch die jährliche Zahlung ihres Reise- oder Landmanngeldes ihren finanziellen Anteil und erwerben dadurch Anspruch auf die Leistungen der Stiftung.
Die Stiftung wählt jedes Jahr drei neue kaufmännische Mitglieder, die dann zwei Jahre nach ihrer Wahl die jährlich stattfindende Schaffermahlzeit ausrichten. Dieses Ereignis mit großer Außenwirkung sorgt für ein ansehnliches Spendenaufkommen, das maßgeblich zur Erfüllung der Stiftungsaufgaben beiträgt.
Auf dem Seefahrtshof in Grohn beherbergt die Stiftung in acht Häusern Ehepaare, Kapitänswitwen sowie Kapitäne in verschiedenen Altersgruppen. Außerhalb des Hauses werden ungefähr 80 Witwen betreut.
Haus Seefahrt ist Mitglied des Diakonischen Werkes Bremen.

## Wirtschafts- und gesellschaftspolitische Bedeutung
Die Stiftung Haus Seefahrt mit ihrer Schaffermahlzeit hat für die in ihr zusammengeführte Wirtschaftselite seiner Kaufmännischen Mitglieder traditionell große Bedeutung hinsichtlich der Vertretung wirtschafts- und gesellschaftspolitischer Interessen. So hielt der damalige Verwaltende Vorsteher der Stiftung Hans Henry Lamotte auf ihrer Generalversammlung 1980 an der Wende zum neuen Jahrzehnt eine Art Grundsatzrede, die neben grundsätzlichen Passagen zur Einbindung Bremens und Deutschlands in Europa die Frage aufwarf, ob die Mitglieder von Haus Seefahrt das leisten, was die Selbstständigkeit Bremens als Bundesland gewährleistet.
Als Argument für die Notwendigkeit einer Eigenständigkeit Bremens ging er in der Rede insbesondere auf die Bedeutung der Häfen ein, deren Entwicklung unter anderem im Bereich der Hafeninvestitionen des Landes hohe Priorität eingeräumt sein müsse, und forderte eine nachhaltige Finanzpolitik des Landes  sowie Änderungen in Bezug auf die inhaltliche Ausrichtung seiner Schul- und Hochschulbildung. Den Mitgliedern von Haus Seefahrt sei „das Schicksal Bremens verantwortlich in die Hände gegeben […], – uns zugeordnet von höchster Instanz“. Die einzelnen Aspekte seiner Rede erläuterte er eingehend, auf die mildtätigen Aufgaben der Stiftung nahm er in der Rede keinen unmittelbaren Bezug.
Das Engagement der Mitglieder von Haus Seefahrt findet unter anderem in der ehrenamtlichen Arbeit der Handelskammer Bremen statt. Im Plenum der Handelskammer sind Mitglieder von Haus Seefahrt heute zu fast einem Drittel vertreten, im Präsidium zu gut 85 Prozent. Der Präses der Handelskammer Bremen ist zumeist Mitglied von Haus Seefahrt.

## Frauen in Haus Seefahrt
Eine Mitgliedschaft in Haus Seefahrt war traditionell Männern vorbehalten. 1996 wurde die Kapitänin Barbara Massing als bislang einzige Frau Mitglied der Stiftung in ihrer über 400-jährigen Geschichte. Sie bewarb sich und wurde als Seemännisches Mitglied in Haus Seefahrt aufgenommen. Sie nahm 2017 als Schafferin der Schifferschaft an der Schaffermahlzeit teil. Die Zahl von Frauen, die die beruflichen Voraussetzungen zu einer Bewerbung um eine Seemännische Mitgliedschaft mitbringen, ist aufgrund ihrer äußerst niedrigen Anzahl in Spitzenpositionen des Seemannsberufs bislang sehr gering.
2009 wurde ein möglicher Zugang von Frauen als Kaufmännische Mitglieder der Stiftung öffentlich diskutiert. Dieser ist dem damaligen Verwaltenden Vorsteher zufolge in Übereinstimmung mit der Verfassung der Stiftung möglich. Die Wahl einer Frau zum Kaufmännischen Mitglied von Haus Seefahrt fand jedoch bislang nicht statt, was mit dem Argument von Gleichberechtigung und zeitgemäßem Umgang verschiedentlich auf öffentliche Kritik stieß.

2019 beschloss Haus Seefahrt die Schaffermahlzeit  für Frauen zu öffnen. 2023 wurde mit Janina Marahrens-Hashagen erstmals eine Frau 1. Schafferin.